# Kumbum

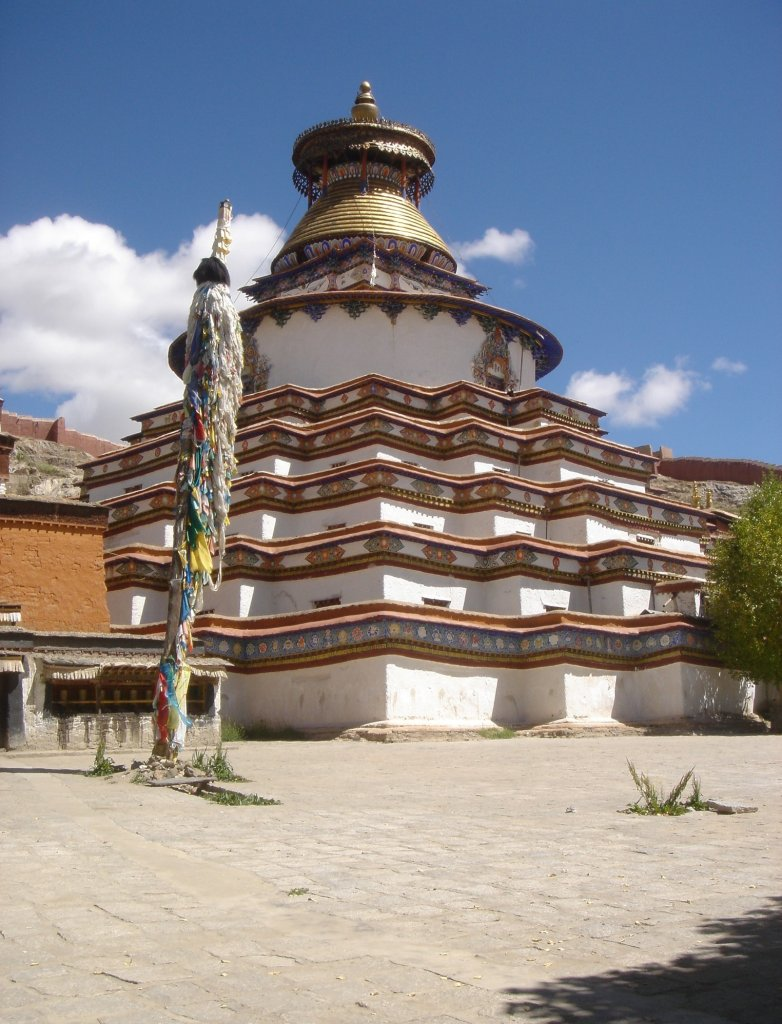
Exterior del kumbum de Gyantse.

Un kumbum (del tibetano sku 'bum, "cien mil imágenes sagradas") es un agregado de varios pisos de capillas budistas en el budismo tibetano. El kumbum más famoso forma parte del Monasterio Palcho.
El primer kumbum fue fundado en el año 1427  por un príncipe de Gyantse. Consta de nueve lhakang o niveles, de 35 m de altura, coronada por una cúpula de oro, y contiene 77 capillas que bordean sus paredes. La mayoría de sus estatua fueron dañadas durante la Revolución Cultural, pero desde entonces han sido reemplazadas por imágenes de arcilla, aunque carecen del mérito artístico de las originales. Los murales del siglo XIV, que muestran influencias newar y chinas, sobrevivieron en mejores condiciones.
El kumbum o gran stupa gomang ("de muchas puertas")  en Gyantse es un mandala tridimensional destinado a representar el cosmos budista. El kumbum, al igual que otros mandalas, que son retratados con un círculo dentro de un cuadrado, permite al devoto participar en la percepción budista del universo y poder describir su potencial a medida que se mueven a través de él. Los mandalas están destinados a ayudar a un individuo en el camino hacia la iluminación. El kumbum tiene un vasto número de imágenes de deidades a través de su estructura, con un Vajradhara, el Buda cósmico, en la cima.
"Los lhakangs de los nueve niveles del kumbum, que disminuyen en número en cada nivel, están estructurados de acuerdo con el compendio de los tantras de Sakya llamados Drubtab Kantu Así cada lhakang y cada nivel crea un mandala, y todo el kumbum representa un camino tridimensional hacia la iluminación del Buda en términos de mandalas tántricas cada vez más sutiles".
Además del kumbum de Gyantse, existen otros ejemplares sobrevivientes como el de Jonang, construido por Dolpopa Sherab Gyaltsen y consagrado en 1333, y el kumbum de Chung Riwoch en Päl Riwoche, que fue edificado por Thang Tong Gyalpo, quien comenzó las obras en 1449. En la provincia china de Quinghai  destaca el monasterio Ta'er, a 27 km al este de Xining, que se empezó a construir en 1577 en honor del fundador de la Secta del Gorro Amarillo.

## Galería

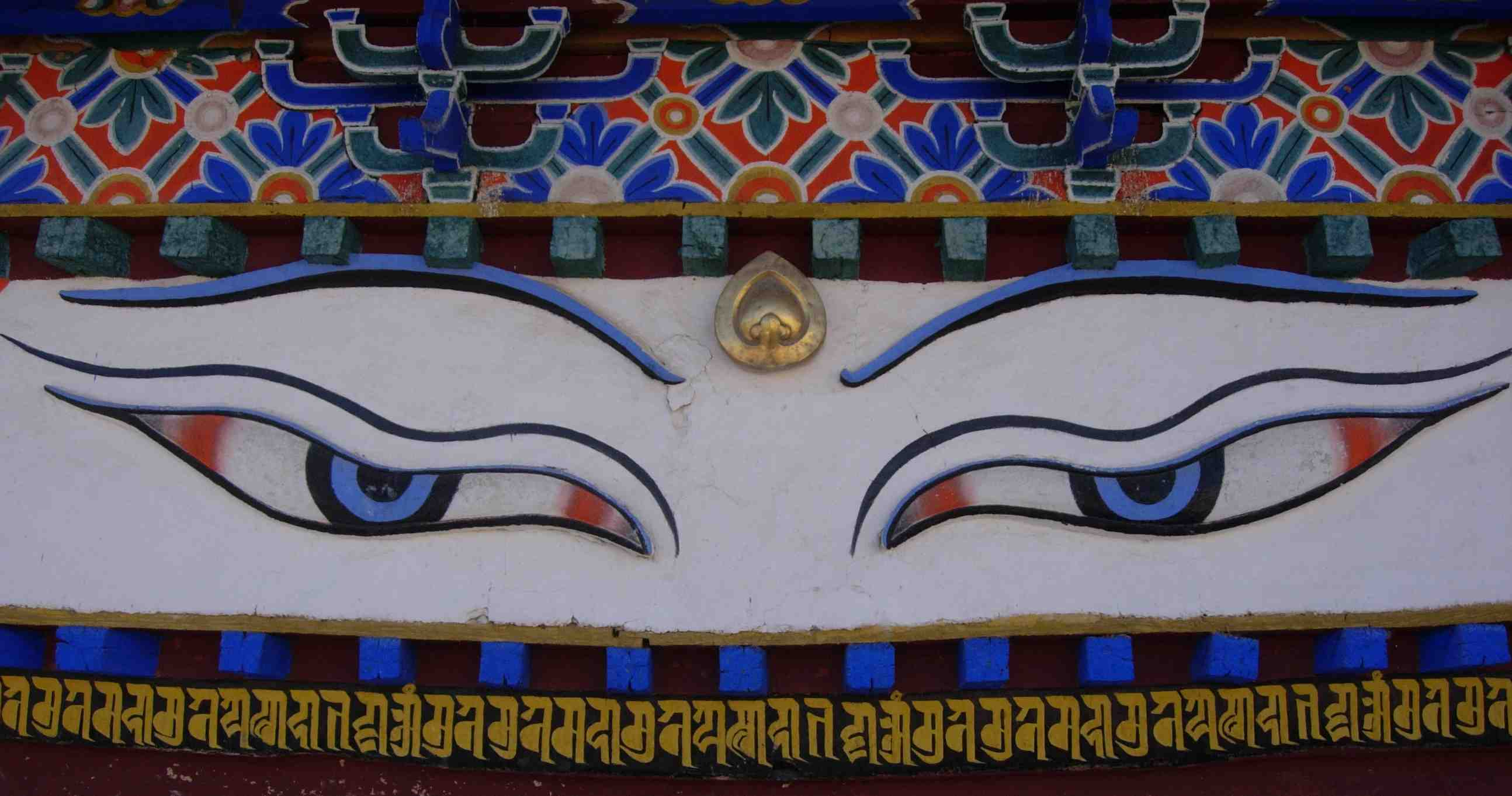
Arte en el exterior del kumbum de Gyantse.
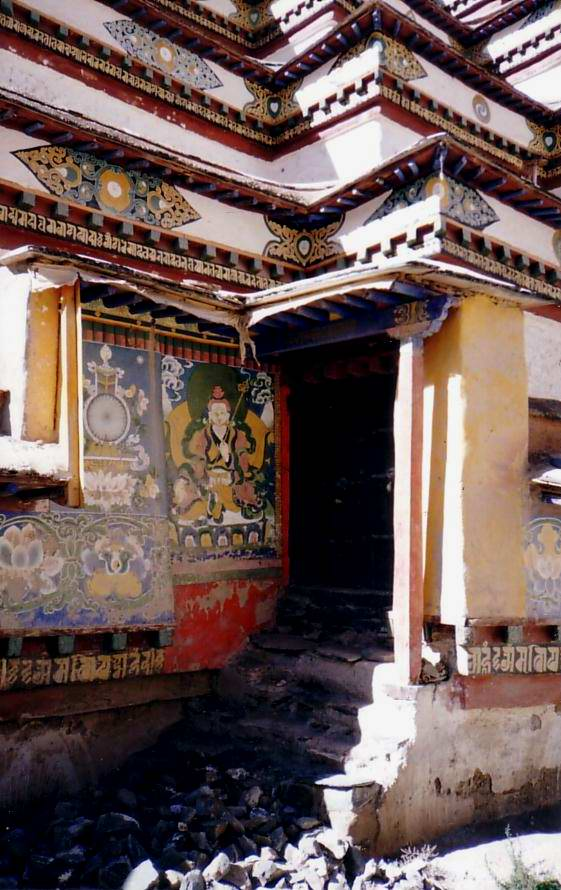
Entrada a Pango Chorten, Gyantse, 1993
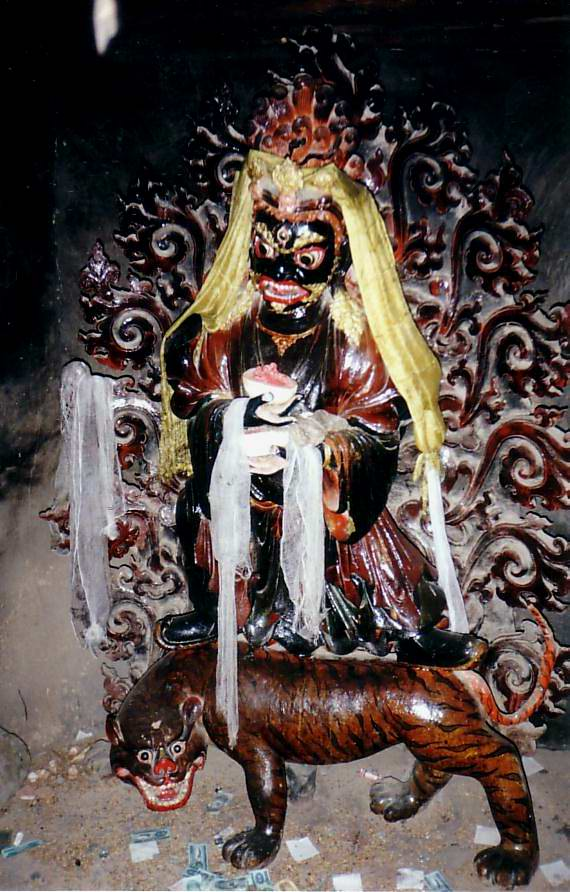
Deidad iracunda, Pango Chorten, Gyantse.
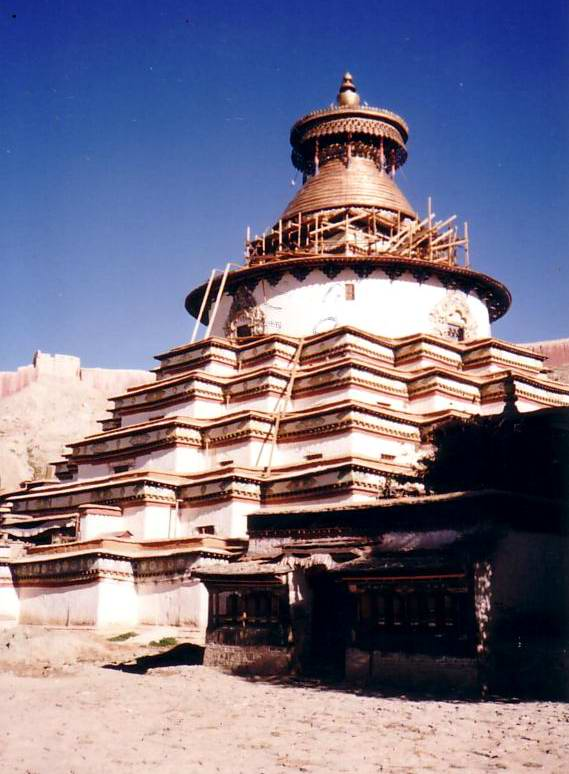
Pango Chorten, Gyantse.
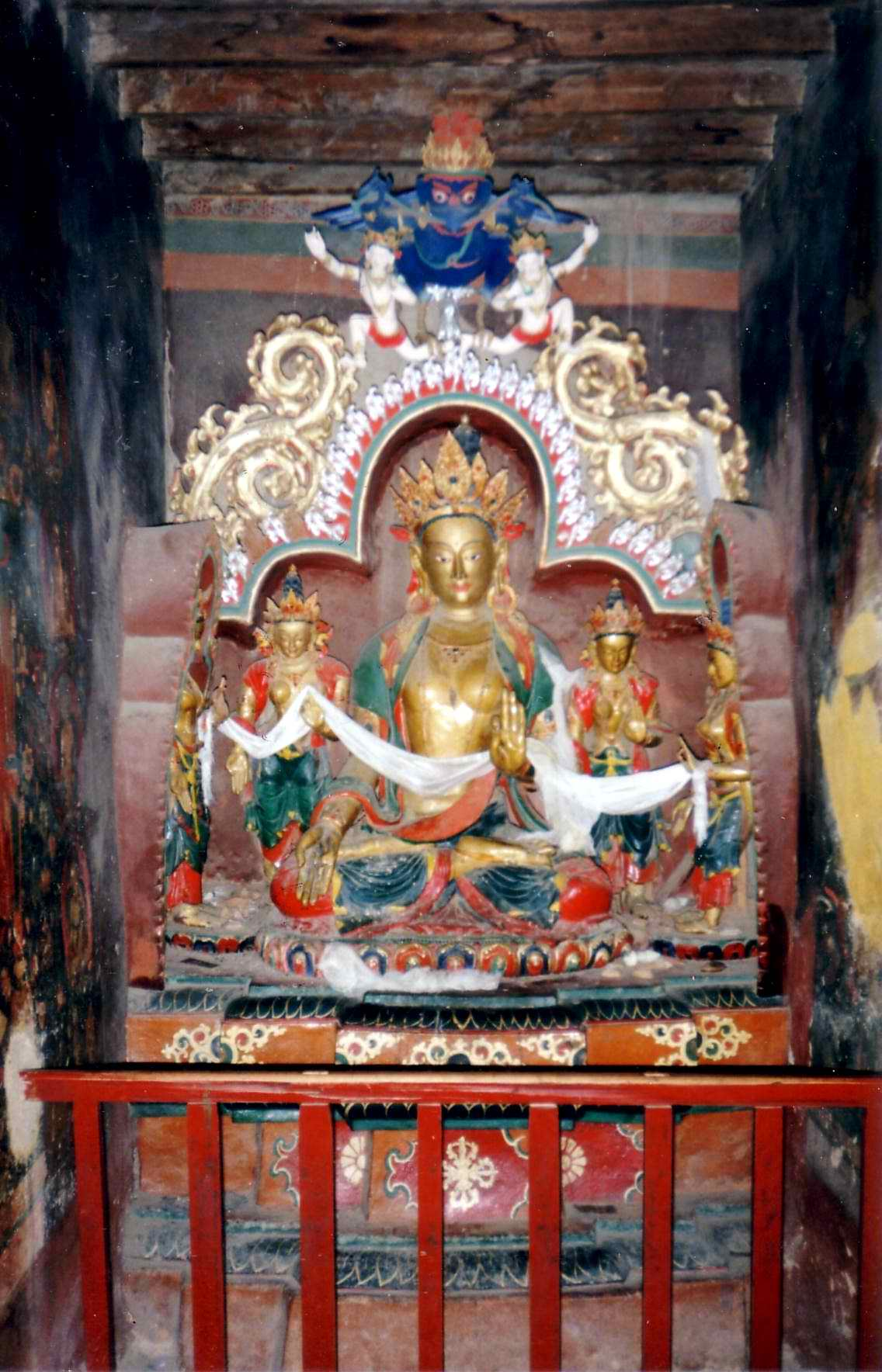
Estatua de Tara, kumbum de Gyantse, 1993
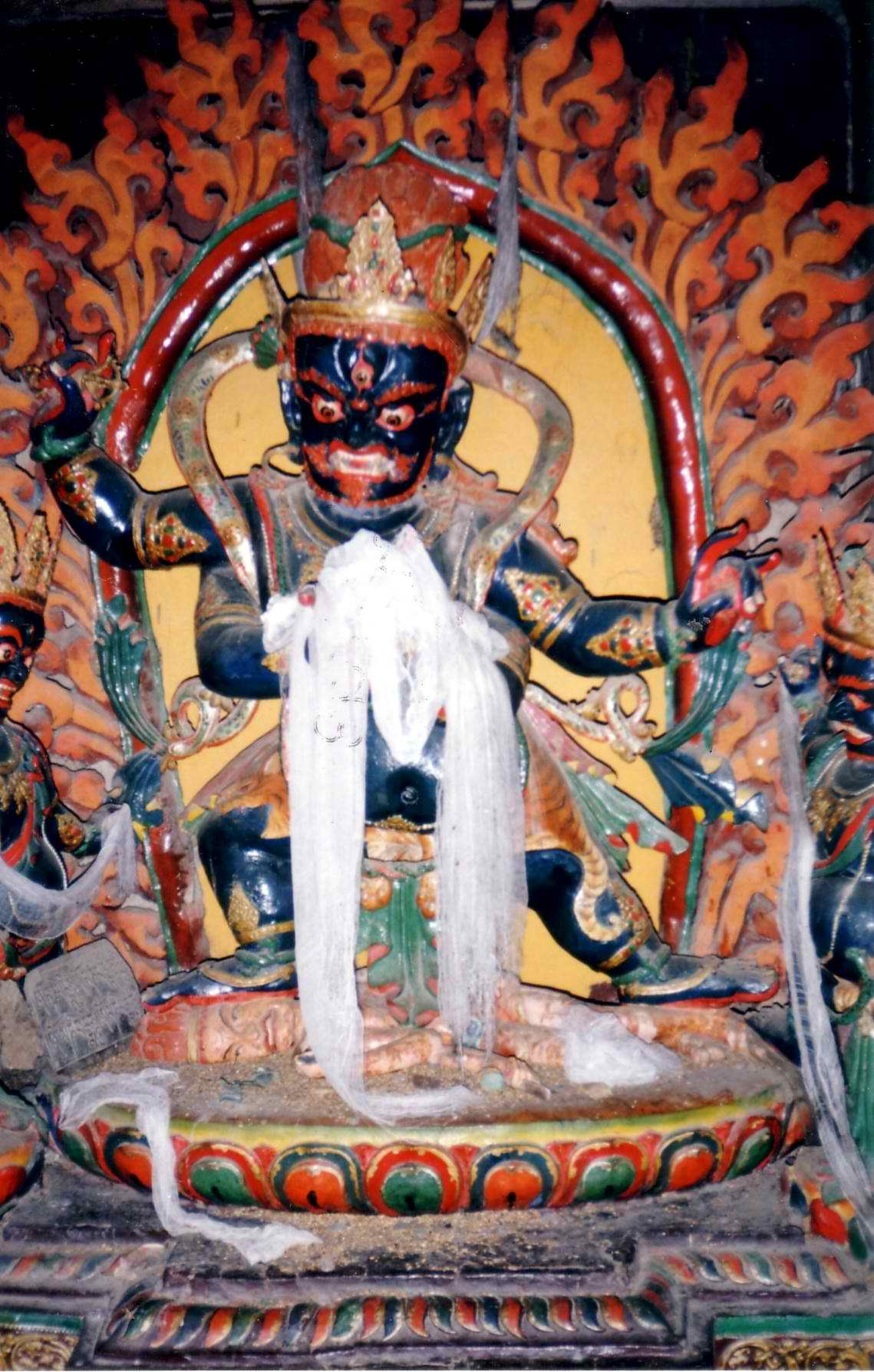
Deidad protectora, kumbum de Gyantse, 1993
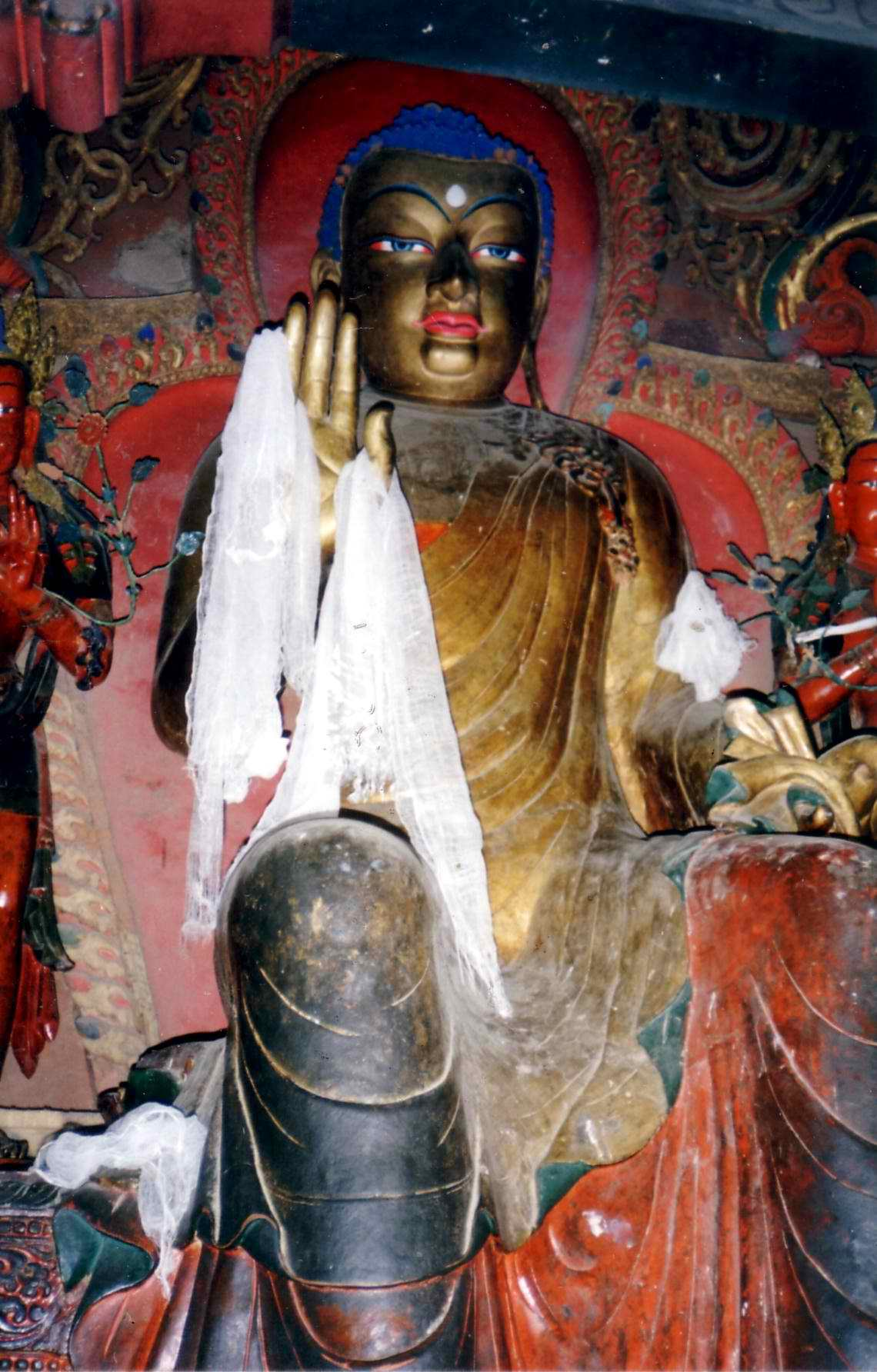
Buda sentado, kumbum de Gyantse, 1993
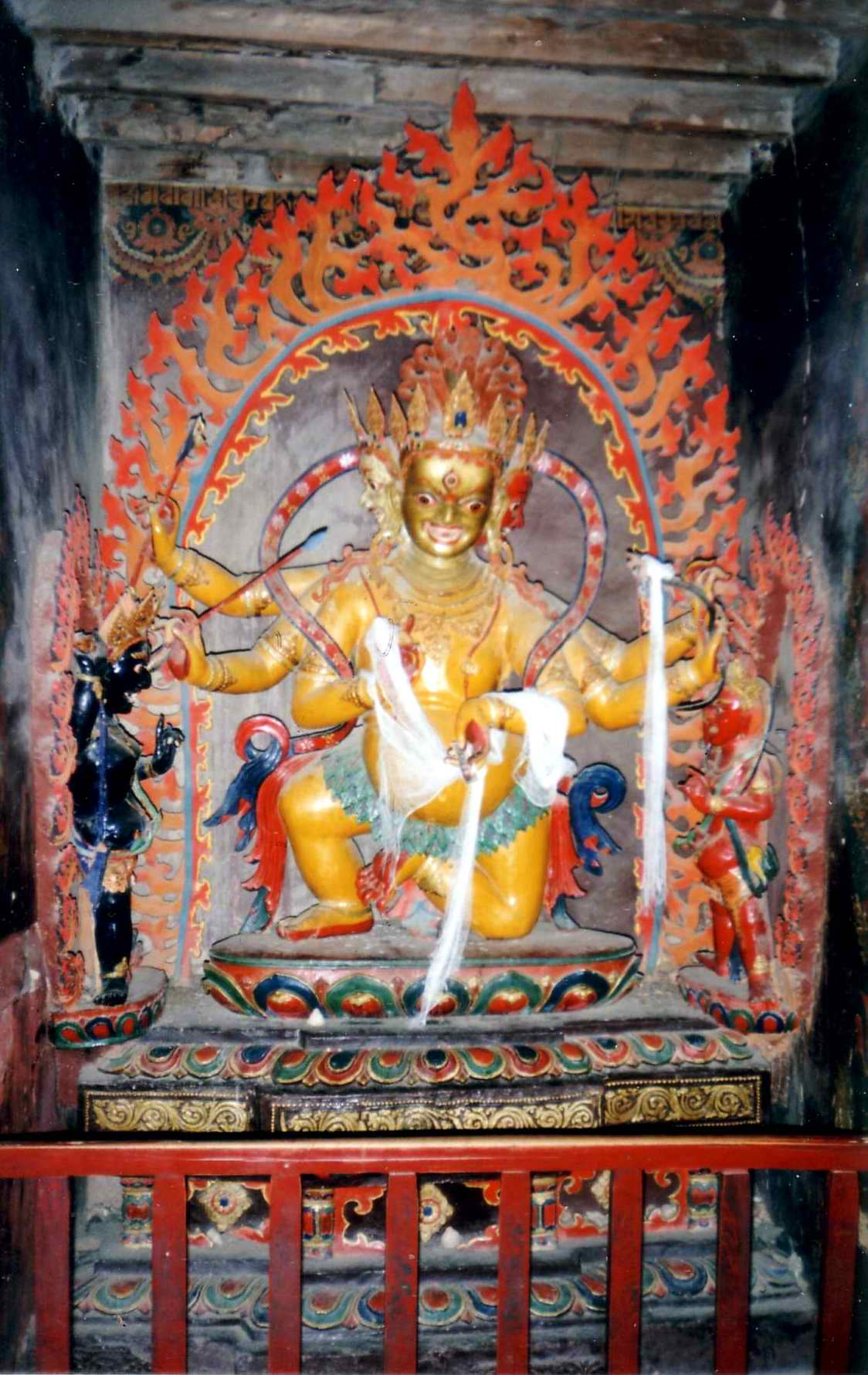
Deidad, kumbum de Gyantse, 1993
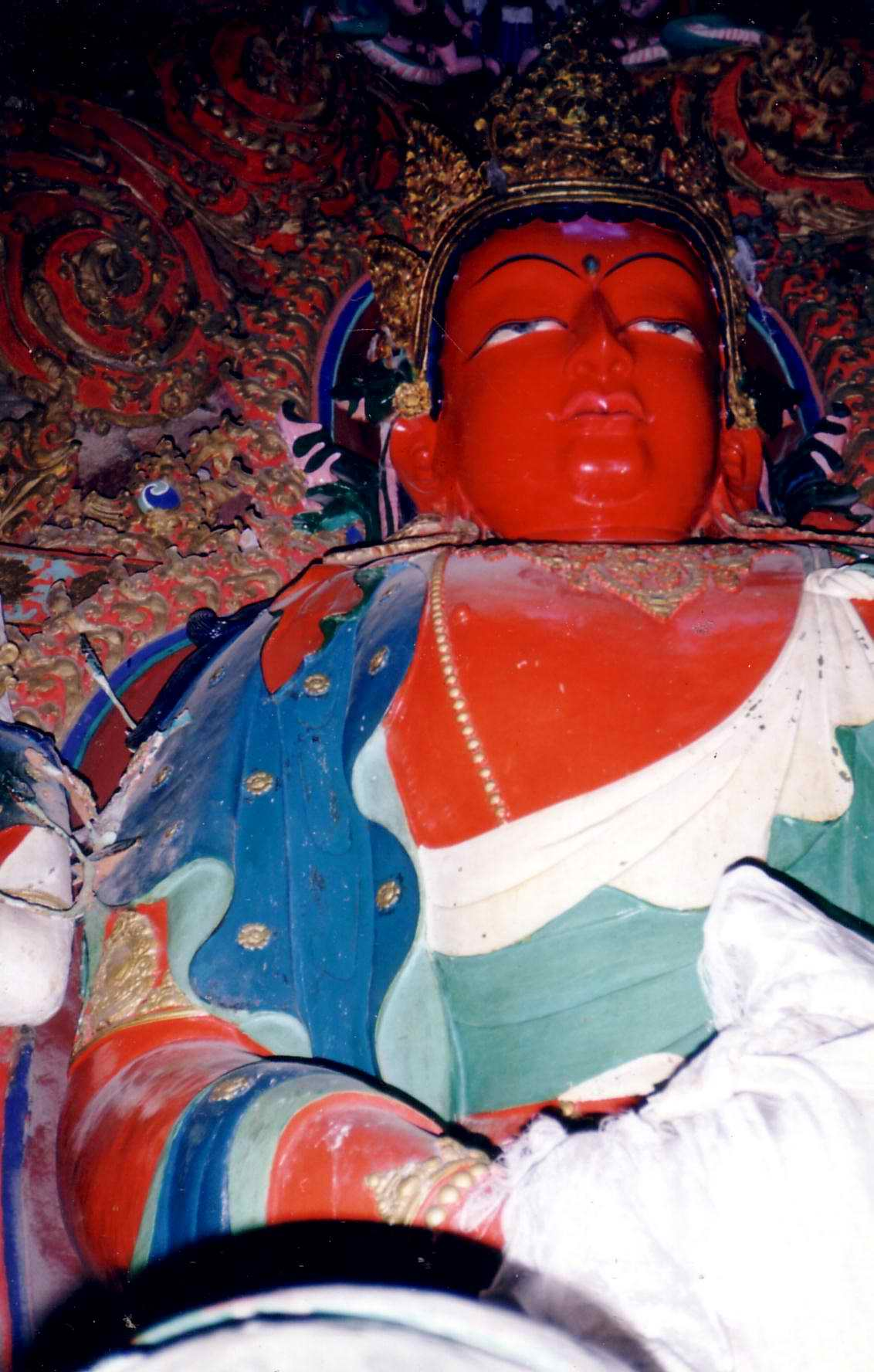
Estatua, kumbum de Gyantse, 1993
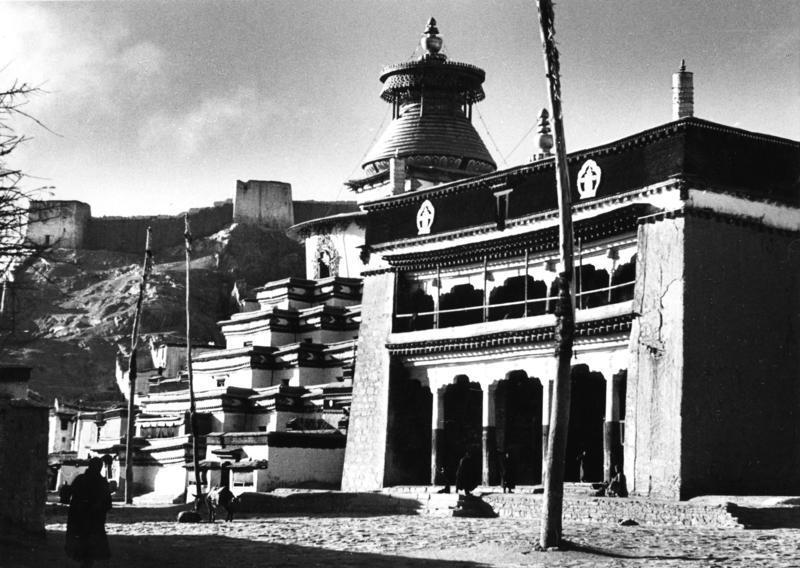
Kumbum y gompa de Gyantse hacia 1938

- Datos: Q1285794
- Multimedia: Kumbum / Q1285794